# Johann Berger (Schachtheoretiker)
Johann Nepomuk Berger (* 11. April 1845 in Graz; † 17. Oktober 1933 ebenda) war ein österreichischer Schachtheoretiker und Hochschullehrer.

## Leben
Mit 16 Jahren erlernte Berger das Schachspiel. Zwischen 1880 und 1908 nahm er an einer Vielzahl von Schachturnieren teil, konnte allerdings kein einziges gewinnen, sondern platzierte sich meist im Mittelfeld. Mehrfach kündigte er deshalb seinen Rückzug aus der Turnierarena an, wurde aber immer wieder rückfällig. Beruflich war er ab 1899 Direktor der Grazer Handelsakademie und Professor an der Technischen Hochschule. Er unterrichtete dort Handelsrecht und Buchhaltung. Im Jahre 1905 wurde er Regierungsrat, 1933 erhielt er den Titel Hofrat.
Berger betätigte sich auch in anderen Bereichen des Schachspiels. Im Fernschach gewann er das zwischen 1889 und 1892 durchgeführte Turnier der Zeitschrift Monde Illustré. Er verfasste Schachbücher zu mehreren Themen. Außerdem entwickelte er ein unter dem Namen Sonneborn-Berger-System bekanntes Wertungssystem, das noch heute in Schachturnieren angewandt wird, um eine Rangfolge punktgleicher Spieler festzulegen. Von 1898 bis 1911 war er Herausgeber der angesehenen Deutschen Schachzeitung. Dort veröffentlichte er auch einige Eröffnungsanalysen, insbesondere zur Spanischen Partie. Eine Gesamtübersicht über sein Schachwirken gab er in seinem 1914 erschienenen Buch Probleme, Studien und Partien 1862 bis 1912. Berger war seit 1910 Ehrenmitglied des Deutschen Schachbundes.
Entgegen der in der Schachliteratur gelegentlich anzutreffenden Darstellung hat am Turnier in Brünn 1931 nicht Johann Berger teilgenommen, sondern Vladimir Berger aus Prag.
Ein Teil seiner Schachbibliothek gehört heute zum Bestand der Steiermärkischen Landesbibliothek in Graz.

## Endspieltheoretiker
Einen ausgezeichneten Ruf hatte er als Endspieltheoretiker. Sein Hauptwerk Theorie und Praxis der Endspiele erschien erstmals 1890 und in einer zweiten, vermehrten Auflage 1922. An diesem Buch arbeitete er nach eigener Aussage sieben Jahre lang. Kurz vor seinem Tode erschien 1933 noch ein Heft mit Nachträgen. Er fasste das gesamte damalige Wissen über Endspiele zusammen und führte einige neue Begriffe ein, so z. B. das sogenannte Bergersche Quadrat, eine Methode zur Vereinfachung der Berechnung von Bauernendspielen. Sein Buch galt als Standardwerk, bis André Chéron ab 1955 das vierbändige Lehr- und Handbuch der Endspiele veröffentlichte.
|   | a | b | c | d | e | f | g | h |   |
| 8 |   |   |   |   |   |   |   |   | 8 |
| 7 |   |   |   |   |   |   |   |   | 7 |
| 6 |   |   |   |   |   |   |   |   | 6 |
| 5 |   |   |   |   |   |   |   |   | 5 |
| 4 |   |   |   |   |   |   |   |   | 4 |
| 3 |   |   |   |   |   |   |   |   | 3 |
| 2 |   |   |   |   |   |   |   |   | 2 |
| 1 |   |   |   |   |   |   |   |   | 1 |
|   | a | b | c | d | e | f | g | h |   |

Lösung:
1. f4–f5! a4–a3

2. f5xg6! a3–a2

3. Kh3–g4 a2–a1D

4. Kg4–h5! nebst

5. g3–g4 mit Patt

## Schachkomposition
Ebenso bedeutend war sein Wirken auf dem Gebiet des Drei- und Mehrzügers. Sein Stil, den er in dem 1884 erschienenen Werk Das Schachproblem und dessen kunstgerechte Darstellung ausführlich erläuterte, prägte in den letzten Jahrzehnten des 19. Jahrhunderts die Schachkomposition in fast ganz Europa. Berger gilt als Haupt der sogenannten Altdeutschen Schule. Die Lösung einer Schachaufgabe sollte möglichst ohne schachbietende Züge auskommen (auch bei Mehrzügern), wobei eine Hauptvariante mit überraschenden Wendungen aus vielen begleitenden Nebenvarianten herausragen sollte. Diese Hauptvariante sollte in einem sogenannten reinen Matt enden (d. h., dass alle weißen Figuren mit Ausnahme des Königs an der Mattstellung beteiligt sind, und jedes Fluchtfeld des schwarzen Königs nur einmal gedeckt ist). Zwei für Berger typische Aufgaben werden nachfolgend gezeigt.
|   | a | b | c | d | e | f | g | h |   |
| 8 |   |   |   |   |   |   |   |   | 8 |
| 7 |   |   |   |   |   |   |   |   | 7 |
| 6 |   |   |   |   |   |   |   |   | 6 |
| 5 |   |   |   |   |   |   |   |   | 5 |
| 4 |   |   |   |   |   |   |   |   | 4 |
| 3 |   |   |   |   |   |   |   |   | 3 |
| 2 |   |   |   |   |   |   |   |   | 2 |
| 1 |   |   |   |   |   |   |   |   | 1 |
|   | a | b | c | d | e | f | g | h |   |

Lösung:
1. Th1–f1! Kc4–d4

2. Df3–d3+ Kd4–e5

3. f2–f4 matt

1. … Kc4–b4 (oder Kc4xb5)

2. Tf1–b1+

1. … e6–e5

2. Tf1–b1

|   | a | b | c | d | e | f | g | h |   |
| 8 |   |   |   |   |   |   |   |   | 8 |
| 7 |   |   |   |   |   |   |   |   | 7 |
| 6 |   |   |   |   |   |   |   |   | 6 |
| 5 |   |   |   |   |   |   |   |   | 5 |
| 4 |   |   |   |   |   |   |   |   | 4 |
| 3 |   |   |   |   |   |   |   |   | 3 |
| 2 |   |   |   |   |   |   |   |   | 2 |
| 1 |   |   |   |   |   |   |   |   | 1 |
|   | a | b | c | d | e | f | g | h |   |

Lösung:
1. Td3–d5! Kb4xc4

2. Dg8–h8! Kc4xd5

3. e2–e4+ Kd5–c6

4. Dh8–c8 matt

1. … Tb6–b7

2. Dg8–d8 droht

3. Dd8xd6+

1. … Kb4–a5

2. Dg8–d8 Ka5–b4

3. Dd8xb6

## Kritik und Überwindung der Altdeutschen Schule
Die als dogmatisch empfundenen Auffassungen über die formalen Anforderungen, die Bergers Schule an ein Schachproblem richtete, riefen zunehmend Kritik hervor. Eine Gegenströmung war die an der Schönheit des Mattbilds orientierte Böhmische Schule. Anfang des 20. Jahrhunderts wurde eine Wende vollzogen, als Arthur Gehlert, Johannes Kohtz und Carl Kockelkorn sich von den formalen Kriterien Bergers abwandten und für eine strategisch ausgerichtete Schachkomposition eintraten. Trotz Gegenwehr Bergers und seiner Anhänger trat diese neue Richtung, die Neudeutsche Schule, nach 1910 den Siegeszug an.

## Werke
- Das Schachproblem und dessen kunstgerechte Darstellung. Ein Leitfaden für Problemfreunde. Veit & Comp., Leipzig 1884.
- Theorie und Praxis der Endspiele. Ein Handbuch für Schachfreunde. Veit & Comp., Leipzig 1890.
2. Auflage Walter de Gruyter, Berlin/Leipzig 1922.
3. Auflage mit „Nachtrag 1922–1933“ (Reprint der 2. Auflage, Edition Olms, Zürich 1981, ISBN 3-283-00076-X).
- Katechismus des Schachspiels. Einführung in alle Zweige des Schachspiels. Max Hesse, Leipzig 1891.
- Probleme, Studien und Partien 1862 bis 1912. Veit & Comp., Leipzig 1914.